# Moscatel de Chipiona
El Moscatel de Chipiona es un vino español originario del municipio de Chipiona (Cádiz) España. Se elabora a partir de la variedad Moscatel de Alejandría, que produce un vino dulce que se toma generalmente como postre.

## Producción
Se trata de un caldo de elaboración artesanal que ha estado al borde de la desaparición debido a varios factores, entre ellos, la competencia del sector de la construcción por las tierras donde se cultiva. En 2006, existían solo tres bodegas y una cooperativa que producían unos 640.000 litros, que se venden principalmente a granel en la localidad de Chipiona.